# Лаки (диалект курдского языка)
Лаки́ (курд. لەکی, лат: Lekî; МФА: [lāki]о файле) — четвёртый по числу носителей из диалектов курдского языка, распространенный преимущественно в юго-западном Иране. Число говорящих на нем и его различных вариациях составляет около 1,5 миллионов.
Он взаимопонятен с соседним более крупным диалектом пехлевани (южнокурдским), но нередко классифицируется отдельно, поскольку является эргативным. На лаки оказали заметное влияние лурский и персидский языки. Крупные общины, говорящие на диалекте лаки, проживают в соседних Турции и Ираке.

## Этимология
Лингвоним Lekî происходит от самоназвания крупного курдского племени лак в западном Иране. Наименование племени имеет этимологию в персидском языке: когда племя лак в середине XI века переселилось из севера на юг, на свою нынешнюю территорию в историческом северо-западном Лурестане, они состояли из 10 тыс. семей. По этой причине их назвали «läk» («десять тысяч»).
В Турции племя Шехбизини, говорящие на лаки, именуют себя Kirmancekîman, а язык — Kirmancekî.

## Классификация
Классификация лаки как вариация соседнего диалекта пехлевани (южнокурдского) является предметом дискуссий. Различия между ними минимальны, но многие лингвисты не классифицируют лаки в состав пехлевани, так как он является эргативным и, следовательно, четвёртым курдским диалектом.
Из-за своей близости к ареалу народности луров лаки исторически мог быть ошибочно классифицирован как крайне северная вариация лурского языка, однако исследования показывают, что диалект лаки ближе к пехлевани, чем к северному диалекту лурского языка.

## Лингвогеография
Диалект лаки распространён главным образом в центральном Загросе в юго-восточном Иране (964,4 тыс.), а также разбросанно в других иранских регионах (171,6 тыс.). Также встречается в соседнем Ираке в Кёй-Санджаке (4 тыс.). В Турции на лаки говорит многочисленный клан Шехбизини в Анкаре, Конье, Дюздже, Синоп, Чорум, Кастамону, Эрзурум, Сакарья. Многие члены племени перешли на турецкий язык в результате ассимиляционной политики государства. В Турции их число может достигать 300 тыс. чел.
| Провинция (остан) | Численность носителей | %      |
| ----------------- | --------------------- | ------ |
| Лурестан          | 495.000               | 27,9 % |
| Керманшах         | 355.000               | 18.0 % |
| Илам              | 63.000                | 10.1 % |
| Мазандаран        | 110.000               | 3.4 %  |
| Северный Хорасан  | 60.000                | 7.0 %  |
| Хузестан          | 52.000                | 1.0 %  |
| Хамадан           | 51.400                | 3.0 %  |
| Гилян             | 1.600                 | 0.06 % |
| Всего             | 1.188.000             | 1.4 %  |

Диаспоры лако-говорящих курдов из Турции (12 тыс.) существуют в Австрии, Дании, Германии и во Франции. 

### Диалектное членение
Лаки включает в себе несколько мало отличающихся от друг друга вариаций (говоров):
1. Пошт-е кух;
2. Пиш-е кух;
3. Беранвени;
4. Шехбизинки;
5. Харсини;
6. Силахури.

## История

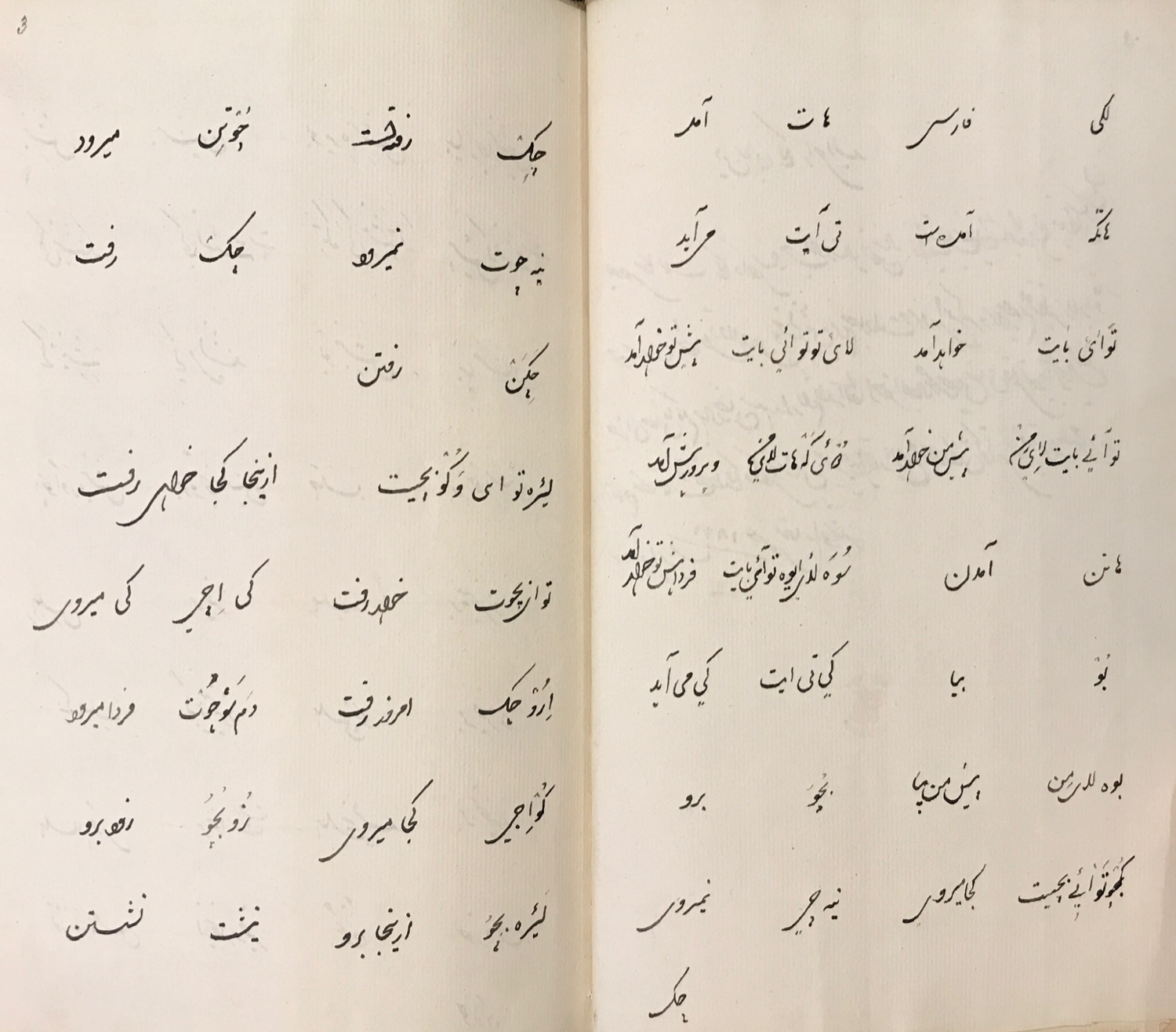
Страница персидско-лакского словаря, датированная 1811 годом н. э.

Самый ранний текст на нем датируется 1316 годом и относится к рукописи четверостишия «Al-shi'r bi-l-fahlawīya». К XIV веку также относится текст «Jang-i Hamawan», адаптированной на лаки версии персидской Шахнаме.  
Использование лаки в курдской литературе является более поздним явлением и поэтому не получило значительного развития. Исторически использование было затруднено статусом горани, который ранее служил в роли лингва франка и общего литературного курдского языка. Курдский писатель Мула Паришан (1356—1431) писал свои произведения на горани, но под влиянием лаки. 
Существует множество рукописей под названием «Kule bad» что означает «непрерывный ветер», разбросанных по всему региону. Эти рукописи появлялись в большом количестве в конце XVI и начале XVII вв. и использовались для выражения благословения природе и просьбы о ветре, который был бы подходящим для сельскохозяйственных целей. 
Самая известная суфийское песнопение на лаки — это «Darceñge», написанное в начале XVIII века Саидом Нушадом Абу аль-Вафаи. Песнопение содержало вопросы, касющиеся событий, происходящих в мире, с подробными ответами. В этот период также появилось много версий «Kalâm-e Saranjâm», центральной религиозной книги ярсанизма, на лаки. 
Две значительные группы устной литературы на лаки — религиозная устная литература и астрономическая литература. Первая группа включает в себя шиитские устные гимны и песни ярсанизма, в то время как вторая дает развернутый и красочный отчет о рассказах лакцев об астрономических событиях и их последствиях, силе солнца, луны, неделе и рассказах о звездах. Третья и менее значительная группа устной литературы лаки — стихи о природе и повседневной жизни. В фольклоре сельских районов очень важны «Fal gərtən» («предсказание судьбы»).Важные имена литераторов, писавших на лаки в XVIII-XX вв., включают Наджафа Калхори (1739—1799), Тиркамира (ум. 1815), Якуба Майдашти, Милу Манучичра Куливанда и Милу Хакк Али Сияхпуша.  

## Лингвистическая характеристика
| Лицо | Единственное число | Множественное число |
| ---- | ------------------ | ------------------- |
| 1-е  | mi(n)              | îme                 |
| 2-е  | tu                 | hume                |
| 3-е  | ew                 | ewin                |